# Bahrám I.
Bahrám I., perský velkokrál v letech 273–276, byl nejstarším synem Šápúra I. a bratrem Hormizda I. Před svým nástupem na trůn působil jako král v Gílánu, provincii táhnoucí se podél jižních břehů Kaspického moře, severozápadně od dnešního Teheránu. Jeho investitura na krále králů je zobrazena na reliéfu v Bíšápúru, který si později nechal pro své potřeby adaptovat král Narsé, další Bahrámův bratr.
Nejvýznamnější událostí krátké Bahrámovy vlády je poprava náboženského myslitele Máního, k níž došlo na popud nejvlivnějšího z dvorských mágů, kněze Kartíra. Podle manicheiských pramenů byl šedesátiletý prorok pozván ke dvoru, dostal se do konfliktu s králem a ještě během audience mu nasadili okovy. V březnu 276, na samém sklonku Bahrámovy vlády, byl pak Mání popraven v Gundéšápúru, městě založeném jeho někdejším ochráncem Šápúrem I. Křesťanské zprávy o hrozných mukách, jimž byl před smrtí vystaven, se nedají doložit a jsou patrně tendenční (je ovšem možné, že Peršané později zhanobili jeho mrtvolu).
O Bahrámově vládě toho jinak nelze mnoho říci, snad až na to, že si zvolil ikonograficky pozoruhodnou panovnickou korunu (každý sásánovský král měl jinou, což velmi pomáhá jejich identifikaci na reliéfech a mincích). Bahrámovým nástupcem na perském trůně se stal jeho syn Bahrám II.